# Somewhere Else (Razorlight)
Somewhere Else è un singolo del gruppo indie rock inglese Razorlight, pubblicato nel 2005.

## Il brano
Il brano è stato scritto da Johnny Borrell ed estratto dalla riedizione dell'album di debutto del gruppo, Up All Night, in cui è inserito come "bonus track".

## Tracce
- 7"

1. Somewhere Else
2. Keep the Right Profile (Dub version)

- CD

1. Somewhere Else
2. Keep the Right Profile